# Рафн, Эйвинн
Эйвинн Рафн (дат. Eyvind Rafn; род. 17 сентября 1931) — датский флейтист. Сын скрипача Герхарда Рафна и актрисы Беатрисы Боннесен.
Окончил Королевскую Датскую консерваторию, ученик Хольгера Жильбера-Есперсена. Затем совершенствовал своё мастерство в Италии у Северино Гаццелони. С 1955 г. играл в составе Датской Королевской капеллы, с 1956 г. первая флейта. Осуществил ряд записей, в том числе два альбома камерной музыки для флейты Фридриха Кулау. Часто выступает также в камерных концертах вместе со своей женой Бирте Стёруп Рафн, работающей в жанре мелодекламации.